# Neofit Rilski

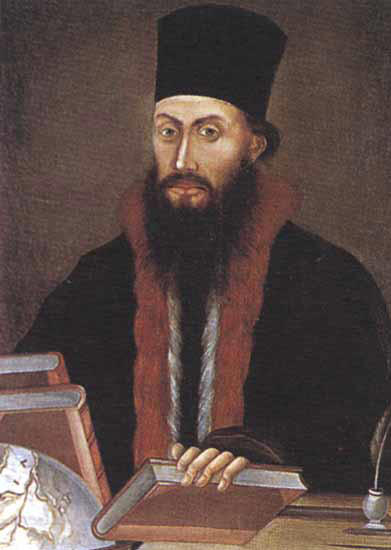
Retrato de Neofit Rilski realizado por Zahari Zograf.

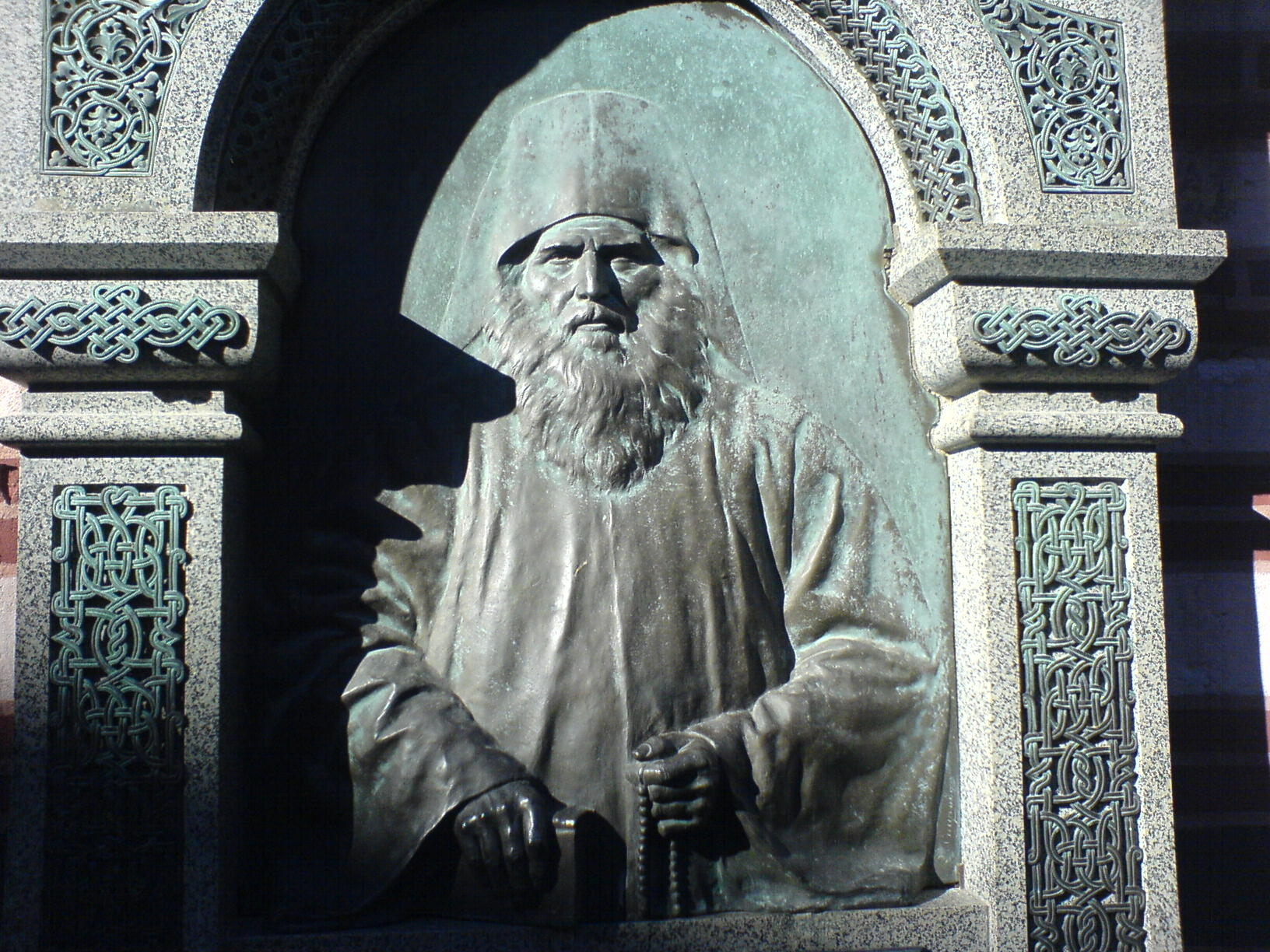
Lápida de Neofit Rilski en el monasterio de Rila, Bulgaria.

Neofit Rilski (en búlgaro: Неофит Рилски) o Neophyte de Rila (Bansko, 1793 - Monasterio de Rila, 4 de enero de 1881), nacido como Nikola Poppetrov Benin (en búlgaro: Никола Поппетров Бенин) fue un monje, profesor y artista búlgaro del siglo XIX importante exponente del denominado Renacimiento nacional búlgaro o Renacimiento búlgaro.

## Biografía
Nace en la ciudad búlgara de Bansko. Inicia sus estudios para ser profesor primero bajo la tutela de su padre Petar y más tarde en el monasterio de Rila. En el monasterio estudia iconografía y accede a libros en griego y eslavo eclesiástico.
Se traslada a Melnik en 1822 en donde pasa cuatro años estudiando con el profesor Adam perfeccionando su griego y su conocimiento de literatura griega.
Inicialmente trabajó como profesor en el monasterio de Rila, también pasó tiempo de trabajo en el Samokov (1827-1831), luego de vuelta en el monasterio, se trasladó a Gabrovo y Koprivshtitsa (1835-1839) y regresó al monasterio como maestro para unirse al seminario teológico en la isla turca de Halki, donde pasó cuatro años y medio hasta volver al monasterio de Rila, en 1852, donde pasó el resto de su vida. En 1860 la congregación lo eligió Hegúmeno o Abad del monasterio. Permaneció en el monasterio a pesar de que se lo ofrecieron puestos superiores dentro de la jerarquía de la iglesia ortodoxa tales como obispo o rector del seminario de Veliko Tarnovo.
En 1835, Rilski publicó Bolgarska gramatika, el primer libro de gramática de la lengua búlgara moderna. Otros libros suyos son Tablitsi vzaimouchitelni, 1852 y el diccionario griego-eslavo Slovar greko-slavyanskiy. En este mismo año fue nombrado director de la primera escuela de enseñanza en búlgaro situada en Grabovo que había sido fundada por Vasil Aprilov.
Neofit Rilski hizo la primera traducción de la Biblia en búlgaro moderno, encargado y distribuido por la misionera norteamericana Elías Riggs.
Neofit Rilski murió en el monasterio de Rila en 4 de enero de 1881.